# 大韓民国海軍艦艇一覧
大韓民国海軍艦艇一覧は、大韓民国海軍が過去保有した、または現在保有する、または将来保有する予定の、未完成・計画中止を含めた歴代艦艇一覧である。
大韓民国海軍の現在就役している艦艇は大韓民国海軍装備品一覧を、
海洋警察庁の現行船艇については、海洋警察庁装備品一覧を、
海洋警察庁の歴代船艇については、海洋警察庁船艇一覧を参照のこと。
凡例

## 現有勢力（2024年現在）
- 国防予算：430億ドル[1]
- 海軍人員：4万1,000名（正規兵のみ）[1]
- 艦船隻数：205隻（排水量20t以上）[1]

潜水艦×29
駆逐艦×12
フリゲート×16
コルベット×5
ミサイル艇×30
高速艇×32
哨戒艇×27
掃海艇×11
機雷敷設艦×2
強襲揚陸艦×2
戦車揚陸艦×8
エアクッション揚陸艇×7
揚陸艇×12
練習艦×1
多目的練習艇×4
潜水艦救難艦×3
補給艦×4
- 航空機数：75機[1]

艦載ヘリコプター×48
陸上固定翼機×27
- コースト・ガード：船艇109隻、航空機23機[1]

## 艦艇一覧（近代海軍）

### 水上戦闘艦

#### 駆逐艦
- 世宗大王級駆逐艦
  - DDG-991 世宗大王 （セジョン・デワン、ROK Sejong-dewang/Sejong the Great）[2]
  - DDG-992 栗谷李珥 （ユルゴク・イ・イ、ROK Yulgok Yi I）
  - DDG-993 西厓柳成龍（ソエ・ユ・ソンニョン、ROK Seoae Yu Seong-ryong）
- 李舜臣級駆逐艦
  - DDH-975 忠武公李舜臣（チュンムゴン・イスンシン、ROK Chumugong Yi-Sunshin）
  - DDH-976 文武大王（ムンム・デワン、ROK Moonmu-dewang/Moonmu the Great）
  - DDH-977 大祚栄（テ・ジョヨン、ROK Daeg Joyoung）
  - DDH-978 王建（ワン・ゴン、ROK Wang Geon）
  - DDH-979 姜邯賛（カン・ガムチャン、ROK Gang Gamchan）
  - DDH-981 崔瑩（チェ・ヨン、ROK Choe Yong）
- 広開土大王級駆逐艦
  - DDH-971 広開土大王（クァンゲト・デワン、ROK Gwanggaeto-dewang/Gwanggaeto the Great）
  - DDH-972 乙支文徳（ウルチムンドク、ROK Euljimundok）
  - DDH-973 楊万春（ヤン・マンチュン、ROK Yang manchoon）

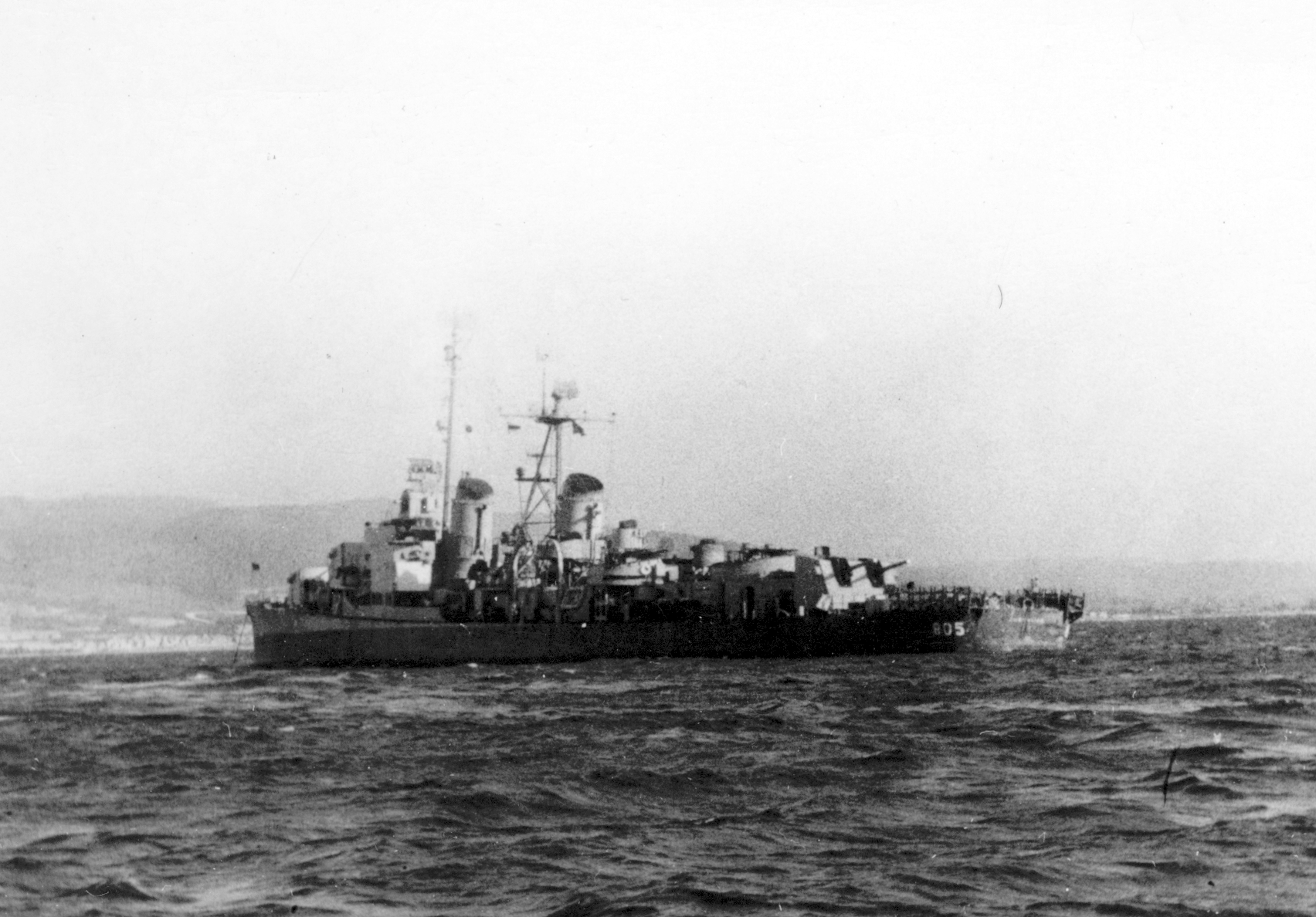
アメリカ海軍駆逐艦「シャヴァリア」時代の駆逐艦「忠北」

- 忠北級駆逐艦（ギアリング級駆逐艦）（退役）
  - DD-915（D-95） 忠北（チュンブク、ROK Chungbuk）（旧DD-805 シャヴァリア）
  - DD-916（D-96） 全北（チョンブク、ROK Chonbuk）（旧DD-830 エヴァレット・F・ラーソン）
  - DD-919（D-99） 大田（テジョン、ROK Taejon）（旧DD-818 ニュー）
  - DD-921 光州（クァンジュ、ROK Kwangju）（旧DD-849 リチャード・E・クラウス）
  - DD-922 江原（カンウォン、ROK Kangwon）（旧DD-714 ウィリアム・R・ラッシュ）
  - DD-923 京畿（キョンギ、ROK Kyonggi）（旧DD-883 ニューマン・K・ペリー）
  - DD-925 全州（チョンジュ、ROK Chonju）（旧DD-876 ロジャース）
- 大邱級駆逐艦（アレン・M・サムナー級駆逐艦）（退役）
  - DD-917（D-97） 大邱（テグ、ROK Daegu）（旧DD-703 ウォレス・L・リンド）
  - DD-918（D-98） 仁川（インチョン、ROK Incheon）（旧DD-727 デ・ヘヴン）
- 忠武級駆逐艦（フレッチャー級駆逐艦）（退役）
  - DD-911（D-91） 忠武（チュンム、ROK Chungmu）（旧DD-631 アーベン）
  - DD-912（D-92） ソウル（ROK Seoul）（旧DD-686 ハルゼー・パウエル）
  - DD-913（D-93） 釜山（プサン、ROK Busan）（旧DD-673 ヒコックス）

#### 護衛駆逐艦
- 京畿級護衛駆逐艦（キャノン級護衛駆逐艦）（退役）
  - DE-71 京畿（キョンギ、ROK Gyeonggi）、元アメリカ合衆国海軍ミューア
  - DE-72 江原（カンウォン、ROK Gangwon）、元アメリカ合衆国海軍サットン
- DE-73 忠南（チュンナム、ROK Chungnam）、元アメリカ合衆国海軍ラッデロウ級護衛駆逐艦ホルト

#### フリゲート
- 忠南級フリゲート
  - FFG-828 忠南（チュンナム、ROK Chungnam）
  - FFG-829 慶北（キョンブク、ROK Gyeongbuk）建造中
- 大邱級フリゲート
  - FFG-818 大邱（テグ、ROK Daegu）
  - FFG-819 慶南（キョンナム、ROK Gyeongnam）
  - FFG-821 ソウル（ROK Seoul）
  - FFG-822 東海 (トンヘ、ROK Donghae)
  - FFG-823 大田（テジョン、ROK Daejeon）
  - FFG-825 浦項（ポハン、ROK Pohang）
  - FFG-826 天安（チョナン、ROK Cheonan）
  - FFG-827 春川（チュンチョン、ROK Chuncheon）
- 仁川級フリゲート
  - FFG-811 仁川（インチョン、ROK Inchon）
  - FFG-812 京畿（キョンギ、ROK Kyonggi）
  - FFG-813 全北（チョンブク、ROK Jeonbuk）
  - FFG-815 江原（カンウォン、ROK Gangwon）
  - FFG-816 忠北（チュンブク、ROK Chungbuk）
  - FFG-817 光州（クァンジュ、ROK Gwangju）
- 蔚山級フリゲート
  - FFK-951 蔚山（ウルサン、ROK Ulsan）
  - FFK-952 ソウル（ROK Seoul）
  - FFK-953 忠南（チュンナム、ROK Chungnam）
  - FFK-955 馬山（マサン、ROK Masan）
  - FFK-956 慶北（キョンブク、ROK Kyongbuk）
  - FFK-957 全南（チョンナム、ROK Chonnam）
  - FFK-958 済州（チェジュ、ROK Cheju）
  - FFK-959 釜山（プサン、ROK Pusan）
  - FFK-961 全州（チョンジュ、ROK Chongju）
- 豆満級フリゲート（タコマ級フリゲート）（退役）
  - PF-61 豆満（トゥマン、ROK Tumen）
  - PF-62 鴨綠江（アムノッカン、ROK Amnokgang ）
  - PF-63 大同江（テドンガン、ROK Daedonggang）
  - PF-65 洛東江（ナクトンガン、ROK Nakdonggang）
  - PF-66 臨津江（イムジンガン、ROK Imjingang）

#### コルベット
- 浦項級コルベット
  - PCC-756 浦項（ポハン、ROK Pohang）
  - PCC-757 群山（クンサン、ROK Kunsan）
  - PCC-758 慶州（キョンジュ、ROK Kyongju）
  - PCC-759 木浦（モクポ、ROK Mokpo）
  - PCC-761 金泉（キムチョン、ROK Kimchon）
  - PCC-762 忠州（チュンジュ、ROK Chungju）
  - PCC-763 晋州（チンジュ、ROK Chinju）
  - PCC-765 麗水（ヨス、ROK Yosu）
  - PCC-766 鎮海（チネ、ROK Chinhae）
  - PCC-767 順天（スンチョン、ROK Sunchon）
  - PCC-768 裡里（イリ、ROK Iri）
  - PCC-769 原州（ウォンジュ、ROK Wonju）
  - PCC-771 安東（アンドン、ROK Andong）
  - PCC-772 天安（チョナン、ROK Chonan）
  - PCC-773 富川（プチョン、ROK Puchon）
  - PCC-775 城南（ソンナム、ROK Songnam）
  - PCC-776 堤川（チェチョン、ROK Chechon）
  - PCC-777 泰川（テチョン、ROK Taechon）
  - PCC-778 束草（ソクチョ、ROK Sokcho）
  - PCC-779 栄州（ヨンジュ、ROK Yongju）
  - PCC-781 南原（ナムォン、ROK Namwon）
  - PCC-782 光明（クァンミョン、ROK Kwangmyong）
  - PCC-783 申城（シンソン、ROK Sinsung）
  - PCC-785 公州（コンジュ、ROK Kongju）
- 東海級コルベット（退役）
  - PCC-751 東海（トンヘ、ROK Tonghae）
  - PCC-752 水原（スウォン、ROK Suwon）
  - PCC-753 江陵（カンヌン、ROK Kangnung）
  - PCC-755 安養（アニャン、ROK Anyang）

### 潜水艦

#### 通常動力型潜水艦
- コスモス型潜水艇 - 7隻（退役、その後国軍情報司令部が運用）
- 海豚型潜水艇（トルゴレ型、退役）

SSM-051、SSM-052、SSM-053
- 張保皐級潜水艦（209型潜水艦）

SS-061 張保皐（チャン・ボゴ、ROK Jang Bogo）、SS-062 李阡（イ・チョン、ROK Lee Chun）、SS-063 崔茂宣（チェ・ムソン、ROK Choi Moosun）、SS-065 朴葳（パク・ウィ、ROK Park Wi）、SS-066 李従茂（イ・ジョンム、ROK Lee Jongmoo）、SS-067 鄭運（ジュン・ウン、ROK Jeong Un）、SS-068 李純信（イ・スンシン、ROK Lee Sunsin）、SS-069 羅大用（ナ・デヨン、ROK Na Daeyong）、SS-070 李億祺（イ・オッキ、ROK Lee Eokgi）
- 孫元一級潜水艦（214型潜水艦）

SS-072 孫元一（ソン・ウォニル、ROK Son Wonil）、SS-073 鄭地（チョン・ジ、ROK Jeong Ji）、SS-075 安重根（アン・ジュングン、ROK An Junggeun）、SS-076 金佐鎮（キム・ジャジン、ROK Kim Chwachin）、SS-077 尹奉吉（ユン・ポンギル、ROK Yoon Bonggil）、SS-078 柳寬順（ユ・グァンスン、ROK Ryu Gwansun）、SS-079 洪範図（ホン・ボムド、ROK Hong Beomdo）、SS-081 李範奭（イ・ボムソク、ROK Lee Beomseok）、SS-082 申乭石（シン・ドルソク、ROK Shin Dolseok）
- 島山安昌浩級潜水艦（KSS-III バッチ1）

SS-083 島山安昌浩（トサン・アン・チャンホ、ROK Dosan Ahn Changho）、SS-085 安武（アン・ム、ROK Ahn Mu）、SS-086 申采浩（シン・チェホ、ROK Shin Chaeho）

### 機雷戦艦艇

#### 機雷敷設艦
- 元山級機雷敷設艦
  - MLS-560 元山（ウォンサン、ROK Wonsan）
- 南浦級機雷敷設艦
  - MLS-570 南浦（ナムポ、ROK Nampo）
  - MLS-??? 元山（ウォンサン、ROK Wonsan）建造中

#### 掃海艇
- 襄陽級掃海艇
  - MSH-571 襄陽（ヤンヤン、ROK Yangyang）
  - MSH-572 甕津（オンジン、ROK Ongjin）
  - MSH-573 海南（ヘナム、ROK Haenam）
  - MSH-575 南海（ナムヘ、ROK Namhae）
  - MSH-576 洪城（ホンソン、ROK Hongseong）
  - MSH-577 高城/固城（コソン、ROK Goseong）
- 江景級掃海艇
  - MHC-561 江景（カンギョン、ROK Ganggyeong）
  - MHC-562 康津（カンジン、ROK Gangjin）
  - MHC-563 高霊（コリョン、ROK Goryeong）
  - MHC-565 金甫（キンポ、ROK Gimpo）
  - MHC-566 高敞（コチャン、ROK Gochang）
  - MHC-567 錦和（クムァ、ROK Geumhwa）
- 旧YMS-1型掃海艇（YMS-1 class minesweeper）（退役）
  - MSC-519 錦和（クムァ、ROK Geumhwa）
  - MSC-520 金甫（キンポ、ROK Gimpo）
  - MSC-521 高敞（コチャン、ROK Gochang）
  - MSC-551（MSC-522） 錦山（クムサン、ROK Geumsan）
  - MSC-552（MSC-523） 高興（コフン、ROK Goheung）
  - MSC-553（MSC-525） 金谷（クムゴク、ROK Geumgok）
  - MSC-555（MSC-526） 南陽（ナミャン、ROK Namyang）
  - MSC-556（MSC-527） 河東（ハドン、ROK Hadong）
  - MSC-557（MSC-528） 三陟（サムチョク、ROK Samcheok）
  - MSC-558（MSC-529） 嶺東（ヨンドン、ROK Yeongdong）
  - MSC-559（MSC-530） 沃川（オクチョン、ROK Okcheon）

### 両用戦艦艇

#### 揚陸艦
- 独島級揚陸艦
  - LPH-6111 独島（トクト、ROK Dokdo）
  - LPH-6112 馬羅島（マラとう、ROK Marado）
- 天王峰級揚陸艦
  - LST-686 天王峰（チョナンボン、ROK Cheonwangbong）
  - LST-687 天子峰（チョンジャボン、ROK Cheonjabong）
  - LST-688 日出峰（イルチユルボン、ROK Ilchulbong）
  - LST-689 露積峰（ノジョンボン、ROK Nojeokbong）
- 高峻峰級揚陸艦
  - LST-681 高峻峰（コジュンボン、ROK Gojunbong）
  - LST-682 毘盧峯（ピロボン、ROK Birobong）
  - LST-683 香炉峯（ヒャンロボン、ROK Hyangrobong）
  - LST-685 聖人峯（ソンインボン、ROK Sungoonbong）
- 雲峰級揚陸艦（LST-542級）（退役）
  - LST-801 天安（チョナン、ROK Cheonan）
  - LST-802 鉄甕（チョロン、ROK Cheolong）
  - LST-803 安東（アンドン、ROK Andong）
  - LST-805 天輔（チョンボ、ROK Cheonbo）
  - LST-806 龍飛（ヨンビ、ROK Yongbi）
  - LST-671(LST-807) 雲峰（ウンボン、ROK Un Bong）
  - LST-672(LST-808) 徳峰（トクポン、ROK Tuk Bong）
  - LST-673(LST-809) 飛鳳（ピボン、ROK Bi Bong）
  - LST-675(LST-810) 開峰（ケボン、ROK Kae Bong）
  - LST-811 長寿（チャンス、ROK Jangsu）
  - LST-676(LST-812) 威峰（ウィボン、ROK Wee Bong）
  - LST-677(LST-813) 水営（スヨン、ROK Su Yong）
  - LST-678(LST-815) 北漢（プッカン、ROK Buk Han）
  - LST-679(LST-816) 華山（ファサン、ROK Hwa San）
- 中型揚陸艦（LSM-1級）（退役）
  - LSM-651 大草 (LSM-601) （テチョ、ROK Daecho）
  - LSM-652 麗島 (LSM-602) （ヨド、ROK Yeodo）
  - LSM-603 独島（トクト、ROK Dokdo）
  - LSM-653 加徳 (LSM-605) （カドク、ROK Gadeok）
  - LSM-655 巨文 (LSM-606) （コムン、ROK Geomun）
  - LSM-656 飛雁 (LSM-607) （ピアン、ROK Bian）
  - LSM-608 豊島（プンド、ROK Pungdo）
  - LSM-657 月尾 (LSM-609) （ウォルミ、ROK Wolmi）
  - LSM-658 麒麟 (LSM-610) （キリン、ROK Girin）
  - LSM-659 綾羅 (LSM-611) （ヌンナ、ROK Neongna ）
  - LSM-661 身弥 (LSM-612) （シンミ、ROK Sinmi）
  - LSM-662 鬱陵 (LSM-613) （ウルルン、ROK Ulleung）

#### 高速輸送艦
- （クロスレイ級高速輸送艦）（退役）
  - APD 822(APD 81) 慶南（キョンナム、ROK Gyeongnam）
  - APD 823(APD 82) 牙山（アサン、ROK Asan）
  - APD 825(APD 83) 熊浦（ウンポ、ROK Ungpo）
  - APD 826(APD 85) 慶北（キョンブク、ROK Gyeongbuk）
  - APD 827(APD 86) 全南（チョンナム、ROK Jeonnam）
  - APD 828(APD 87) 済州（チェジュ、ROK Jeju）

#### 揚陸艇
- ソルゲ-631級エアクッション揚陸艇
  - LSF-631
  - LSF-632
- ミレナE型エアクッション揚陸艇(Project 12061E Murena-E)
  - LSF-621
  - LSF-622
  - LSF-623
- LSF-I型エアクッション揚陸艇
  - LSF-611
- ムルケ型揚陸艇（LCU-1610型）
  - LCU-72
  - LCU-73
  - LCU-75
  - LCU-76
  - LCU-77
  - LCU-78
  - LCU-79
  - LCU-81
  - LCU-82

### 哨戒艦艇

#### ミサイル艇
- コムドクスリ級ミサイル艇
  - PKG-711 尹永夏（ユ・ヨンハ、ROK Yoon Youngha）
  - PKG-712 韓相国（ハン・サングク、ROK Han Sanggook）
  - PKG-713 趙天衡（チョ・チョニョン、ROK Jo Chunhyung）
  - PKG-715 黄道顯（ファン・ドヒョン、ROK Hwang Dohyun）
  - PKG-716 徐厚源（ソ・フウォン、ROK Suh Hoowon）
  - PKG-717 朴東赫（パク・ドンヒョク、ROK Park Donghyuk）
  - PKG-718 玄時学（ヒョン・シハク、ROK Hyun Sihak）
  - PKG-719 鄭兢謨（ジョン・グンモ、ROK Jung Geungmo）
  - PKG-721 池徳七（ジ・ドクチル、ROK Ji Deokchil）
  - PKG-722 林炳来（イム・ビョンレ、ROK Lim Byeongrae）
  - PKG-723 洪時旭（ホン・シウク、ROK Hong Siuk）
  - PKG-725 洪大善（ホン・デソン、ROK Hong Daeseon）
  - PKG-726 韓文植（ハン・ムンシク、ROK Han Munsik）
  - PKG-727 金昌学（キム・チャンハク、ROK Kim ChangHak）
  - PKG-728 朴東鎭（パク・トンジン、ROK Park Dongjin）
  - PKG-729 金寿鉉（キム・スヒョン、ROK Kim Soohyun）
  - PKG-733 李秉哲（イ・ビョンチョル、ROK Lee Byungchul）
  - PKG-732 全炳翼（ジョン・ビョンイク、ROK Jeon Byeongik）
- 白鴎型ミサイル艇（退役）
  - PGM-352 白鴎52号（ペック52号）
  - PGM-353 白鴎53号（ペック53号）
  - PGM-355 白鴎55号（ペック55号）
  - PGM-356 白鴎56号（ペック56号）
  - PGM-357 白鴎57号（ペック57号）
  - PGM-358 白鴎58号（ペック58号）
  - PGM-359 白鴎59号（ペック59号）
  - PGM-361 白鴎61号（ペック61号）
- 旧アシュビル型哨戒艇（Asheville class）（退役）
  - PGM-351 白鴎51号（ペック51号）（旧PGM-96 USS Benicia）
- 雁型ミサイル艇（退役）
  - PKMM-271
  - PKMM-271

#### 魚雷艇
- 鷗型魚雷艇（退役）
  - PT-23 鷗（カルメギ、ROK Galmaegi）
  - PT-25 鴈（キロギ、ROK Gireogi）
  - PT-26 梟（オルペミ、ROK Olbbaemi）
  - PT-27 燕（チェビ、ROK Jebi）

#### 哨戒艇
- 大鷲型哨戒艇
  - PKM-211からPKM-367 90隻
- 沿岸警備艇（YUB）
- ノリャン型哨戒艇（退役）
  - PCEC-51 露梁（ノリャン、ROK Noryang）
  - PCEC-52 鳴梁（ミョンニャン、ROK Myeongnyang）
  - PCEC-53 閑山（ハンサン、ROK Hansan）
  - PCEC-55 玉浦（オクポ、ROK Okpo）
  - PCEC-56 唐浦（タンポ、ROK Dangpo）
  - PCEC-57 碧波（ピョクパ、ROK Byeokpa）
  - PCEC-58 栗浦（ユルポ、ROK Yulpo）
  - PCEC-59 泗川（サチョン、ROK Sacheon）
  - PCEC-50 巨津（コジン、ROK Geojin）
- シンソン型哨戒艇（退役）
  - PCE-1001 新星（シンソン、ROK Sinseong）
  - PCE-1002 順天（スンチョン、ROK Suncheon）
  - PCE-1003 巨済（コジェ、ROK Geoje）

### 補助艦艇

#### 練習艦
- 閑山島級練習艦
  - ATH-81 閑山島（ソハンサンド、ROK Hansando）建造中

#### 補給艦
- 昭陽級補給艦
  - AOE-51 昭陽（ソヤン、ROK Soyang）
- 天池級補給艦
  - AOE-57 天池（チョンジ、ROK Chonji）
  - AOE-58 大清（テチョン、ROK Taechong）
  - AOE-59 華川（ファチョン、ROK Hwachon）

#### 潜水艦救難艦
- 清海鎮級潜水艦救難艦
  - ASR-21 清海鎮（チョンヘジン、Cheonghaejin）
- 江華島級潜水艦救難艦
  - ASR-22 江華島（カンファド、Ganghwado）[3]建造中

#### 救難艦
- トンヨン級救難艦（ATS-II）
  - ATS-31 統営（トンヨン、ROK Tongyeong）
  - ATS-32 光陽（クァンヤン、ROK Gwangyang）
- イーデントン級救難艦（ATS-I）（退役）
  - ATS-27 平沢（ピョンテク、ROK Pyongtaek）（旧ATS-2 USS Beaufort）
  - ATS-28 光陽（クァンヤン、ROK Gwangyang）（旧ATS-3 USS Brunswick）
- ダイバー級救難艦（退役）
  - ARS-25 昌原（チャンウォン、ROK Changwon）（旧ARS-24 USS Grasp）
  - ARS-26 亀尾（クミ、ROK Gumi）（旧ARS-23 USS Deliver）

#### 試験艇
- AGS-11 先進（スンチン、ROK Sunjin）